# Sapientie immarcescibilis

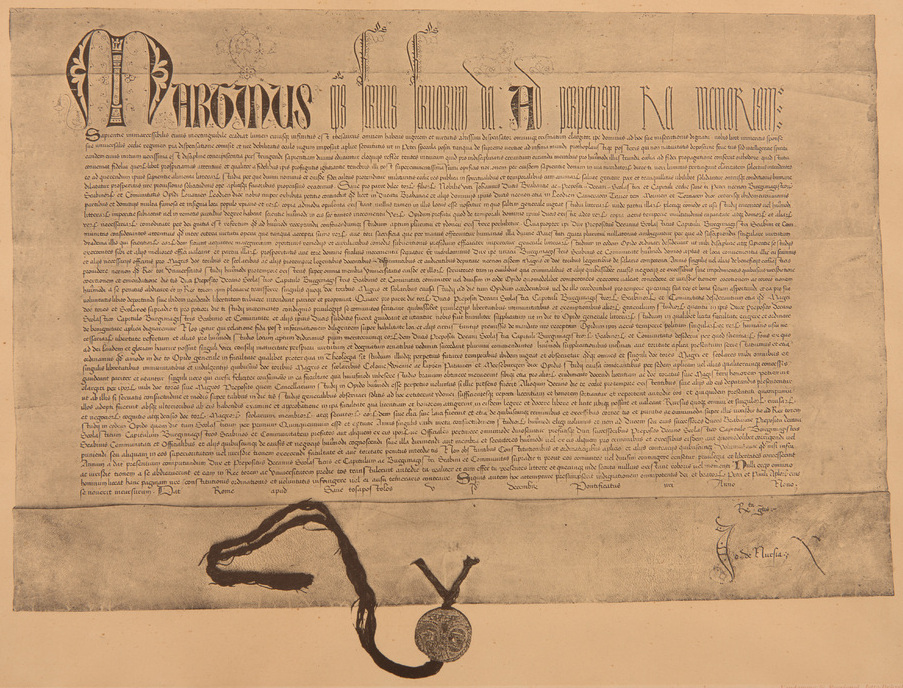

Sapientie immarcescibilis (Onverwelkbare wijsheid) is de stichtingsbul van de oude Universiteit Leuven, uitgevaardigd door paus Martinus V op 9 december 1425. De oorkonde ging in de vlammen op tijdens de verwoesting van Leuven in 1914. Er bestaat een heliografische reproductie van het origineel en de tekst is voorts overgeleverd in vele oude afschriften.
Met de bul stichtte Martinus V op verzoek van hertog Jan IV van Brabant, het Sint-Pieterskapittel en de stadsmagistraat in Leuven een studium generale dat alle faculteiten mocht hebben met uitzondering van theologie. De leden van de nieuwe universiteit schonk hij dezelfde privileges als Keulen, Wenen en Leipzig. De kanselier – tevens proost van het Sint-Pieterskapittel – verkreeg het recht academische graden en doceerlicenties uit te reiken. De bul stipuleerde ten slotte dat de hertog en de stad binnen het jaar de noodzakelijke privileges moesten verlenen en de hertogelijke, stedelijke en capitulaire rechtsmacht overdragen aan de rector. Op dezelfde dag bezegelde de paus nog drie andere bullen, waaronder Qui creditum sibi, die de oprichting juridisch nader regelden.
Als blauwdruk voor Sapientie immarcescibilis was de stichtingsbul van Rostock uit 1419 gebruikt. Materieel was het Leuvense exemplaar een perkament van ongeveer 40 bij 60 cm, waaraan het loden zegel van Martinus V was gehecht. De scriptor ervan was Johannes Augustini de Nursia.
In 1794 zat de bul in een partij van vijftien archiefkisten die naar Rotterdam werd verscheept om ze uit handen van de Franse revolutionairen te houden. Omdat de kostbare lading ook daar niet veilig was, reisde Jan Frans van de Velde haar achterna en transporteerde haar verder naar Altona. In 1802 gaf hij zijn ballingschap op en moest hij de "ontvoerde" archieven restitueren, maar de stichtingsbul was onder de stukken die hij wist achter te houden. Hij liet ze bewaren in het seminarie te Sint-Michielsgestel, dat in 1839 verhuisde naar Haaren. 
In België had de overtuiging reeds postgevat dat het document verloren was, toen seminariepresident Leonardus Berkvens ermee op de proppen kwam in 1909, het jaar waarin de Katholieke Universiteit Leuven haar 75-jarige bestaan vierde. Tijdens een plechtige zitting op 10 mei schonk de Bossche bisschop Wilhelmus van de Ven de bul aan kardinaal Mercier, die ze in bewaring gaf aan rector Adolphe Hebbelynck. Gelukkig werd na de feestelijkheden niet vergeten de oorkonde fotografisch te documenteren, althans de rectozijde, want vijf jaar later kwam Leuven onder Duitse bezetting en ging ze voorgoed teloor.